# قسم ألاداغ الريفي (مقاطعة بجنورد)
قسم ألاداغ الريفي (بالفارسية: دهستان آلاداغ) هي منطقة ريفية تقع في إيران في قسم. يقدر عدد سكانها بـ 26,259 نسمة .